# Sliding Easy
Sliding Easy è un album di Curtis Fuller, pubblicato dalla United Artists Records nell'ottobre del 1959. Il disco fu registrato il 12 marzo dello stesso anno al Nola's Penthouse Sound Studios di New York City, New York (Stati Uniti).

## Tracce
Lato A
1. Bit of Heaven – 5:25 (Curtis Fuller)
2. Down Home – 4:05 (Curtis Fuller)
3. I Wonder Where Our Love Has Gone – 5:52 (Buddy Johnson)

Lato B
1. Bongo Bop – 7:50 (Charlie Parker)
2. When Lights Are Low – 6:55 (Benny Carter, Spencer Williams)
3. C.T.A. – 5:09 (Jimmy Heath)

## Musicisti
- Curtis Fuller - trombone
- Hank Mobley - sassofono tenore
- Lee Morgan - tromba
- Tommy Flanagan - pianoforte
- Paul Chambers - contrabbasso
- Elvin Jones - batteria
- Benny Golson - arrangiamenti (brani: A1, A3, B1 e B2)
- Gigi Gryce - arrangiamenti (brani: A2 e B3)[1][3]